# Josep Domènech i Estapà
Pour les articles homonymes, voir Domenech.
Josep Domènech i Estapà, né à Tarragone le 7 octobre 1858 et mort le 5 septembre 1917 à Cabrera de Mar, est un architecte moderniste espagnol.
Président de l'Académie royale des sciences et arts de Barcelone (1912-1914), il est notamment l'auteur de la prison Model de Barcelone, dans le quartier de l'Eixample, et de l'Observatoire Fabra, sur les flancs du Tibidabo.

## Biographie
Josep Domènech i Estapà obtient le titre d'architecte le 29 janvier 1881.
Il est professeur de géodésie (1888) et de géométrie descriptive (1895) à l'Université de Barcelone.
Il est membre de l'Académie royale des sciences et arts de Barcelone (1883), institution qu'il préside à partir de l'année 1914 (de 1912 à 1914 selon la même source).

## Œuvres notables à Barcelone
- 1881: Restauration de l'église de Sant Andreu de Palomar, avec Pere Falqués i Urpí;
- 1887-1908 : Palais de justice de Barcelone, avec Enric Sagnier;
- 1889-1896 : Palais Montaner, avec Lluís Domènech i Montaner;
- 1904: Prison Model, avec Salvador Vinyals i Sabaté;
- 1904-1909 : asile pour aveugles Empar de Santa Llúcia, actuelle Cosmocaixa;
- 1906: Observatoire Fabra (Tibidabo) et Château d'eau de la Catalana de Gas (Vieille ville de Barcelone);
- 1912: Gare de la Magòria (Sants-Montjuïc).

## Galerie

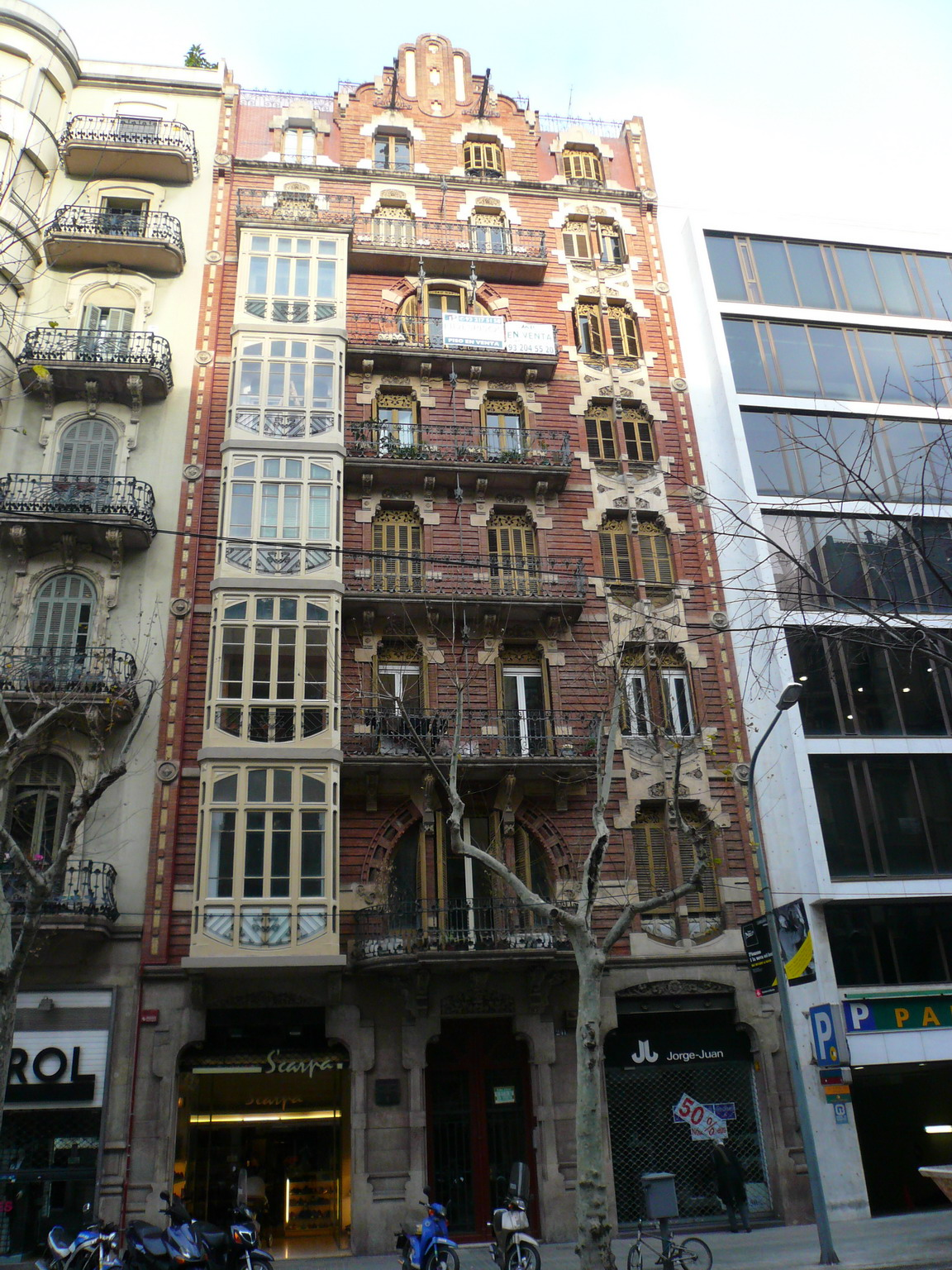
Casa Domènech i Estapà (Carrer València, 241).
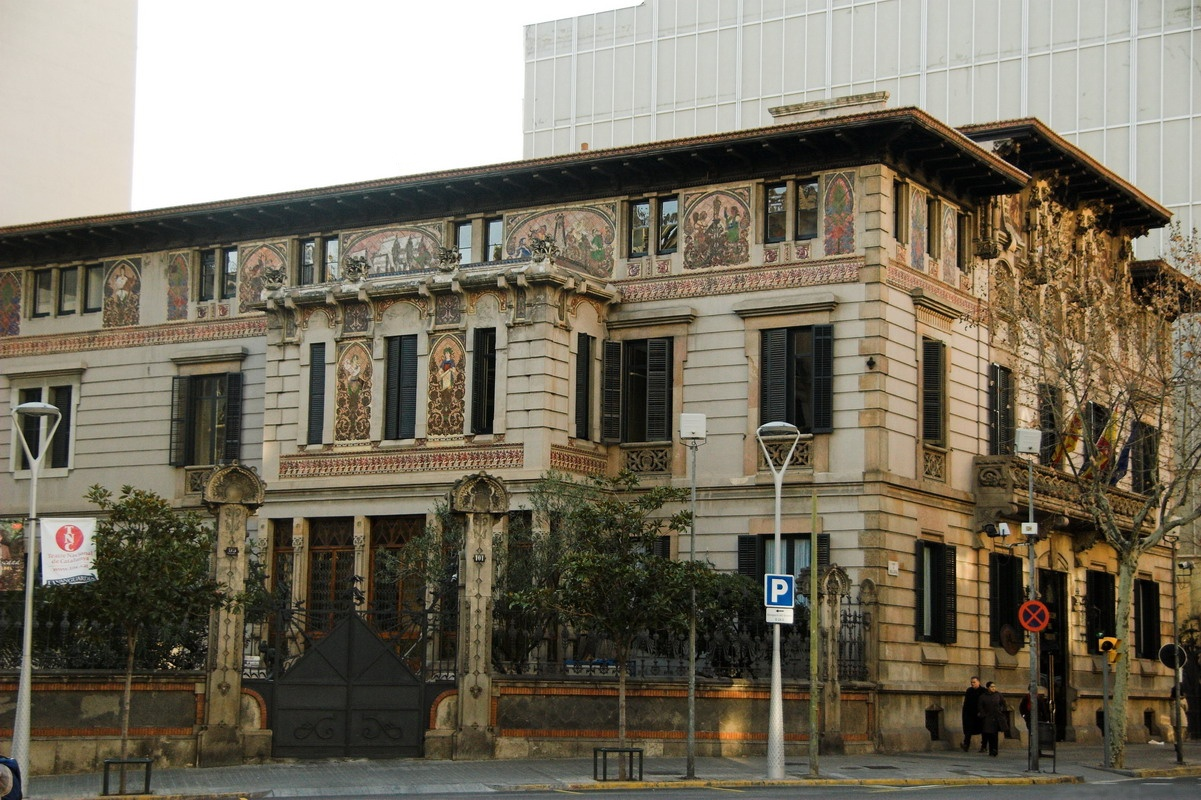
Palais Montaner.
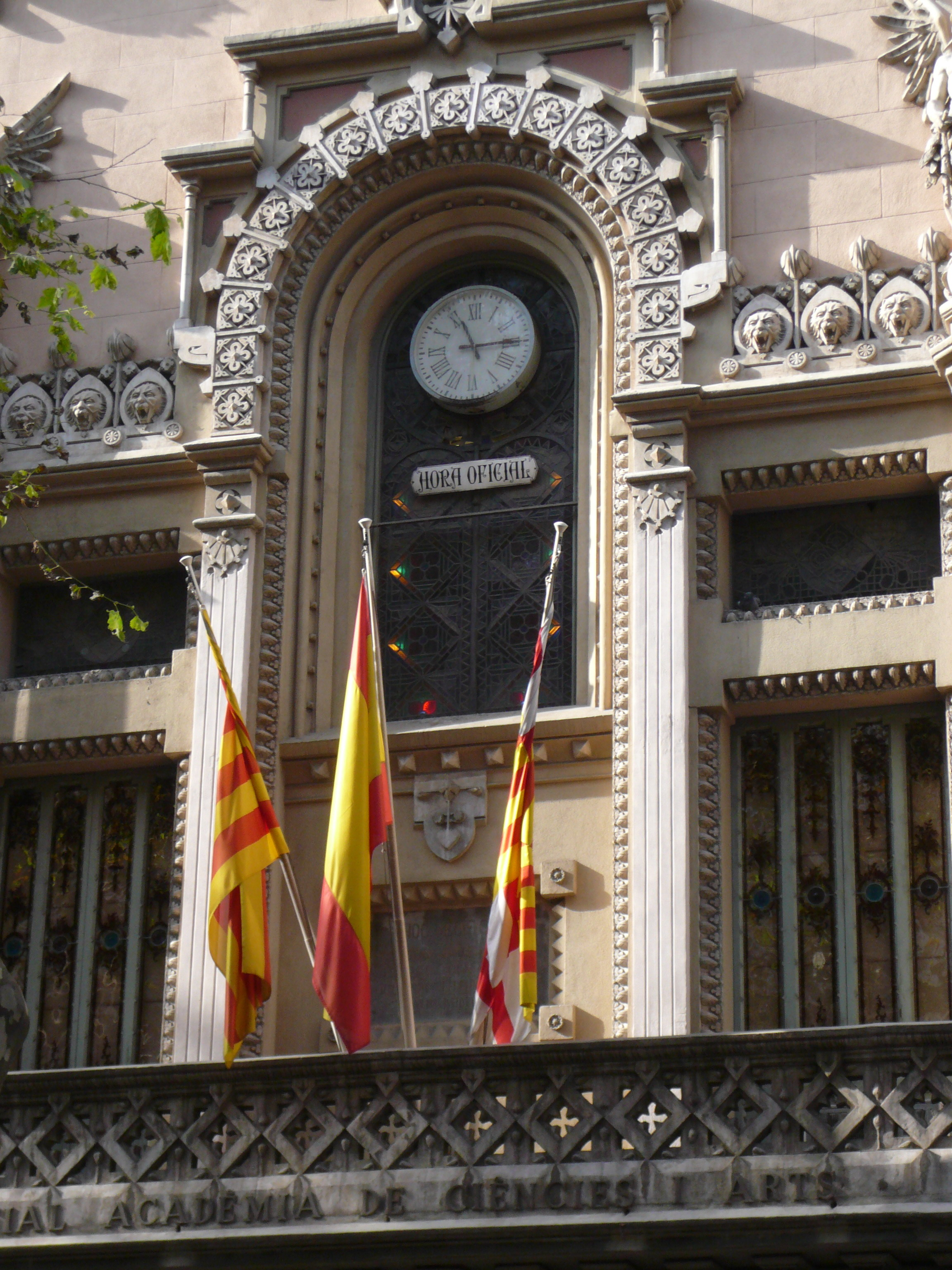
Reial Acadèmia de Ciències.
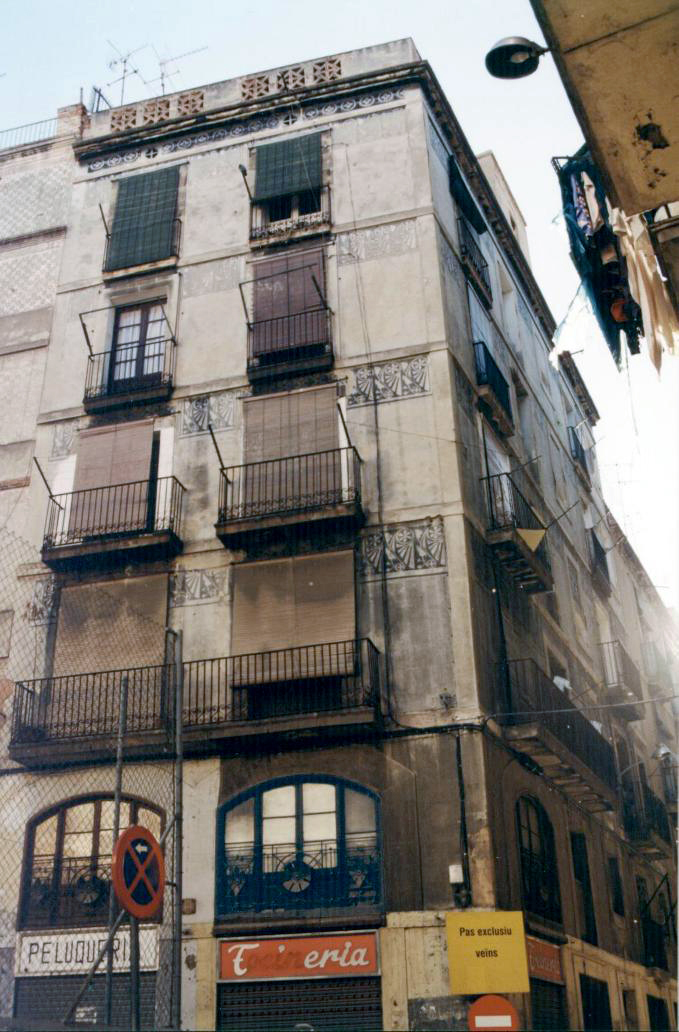
Casa Joan Baqué (restauration).
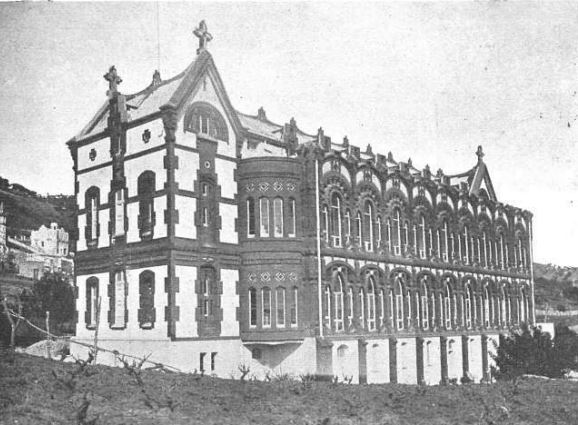
Empar de Santa Llúcia (actuelle Cosmocaixa).
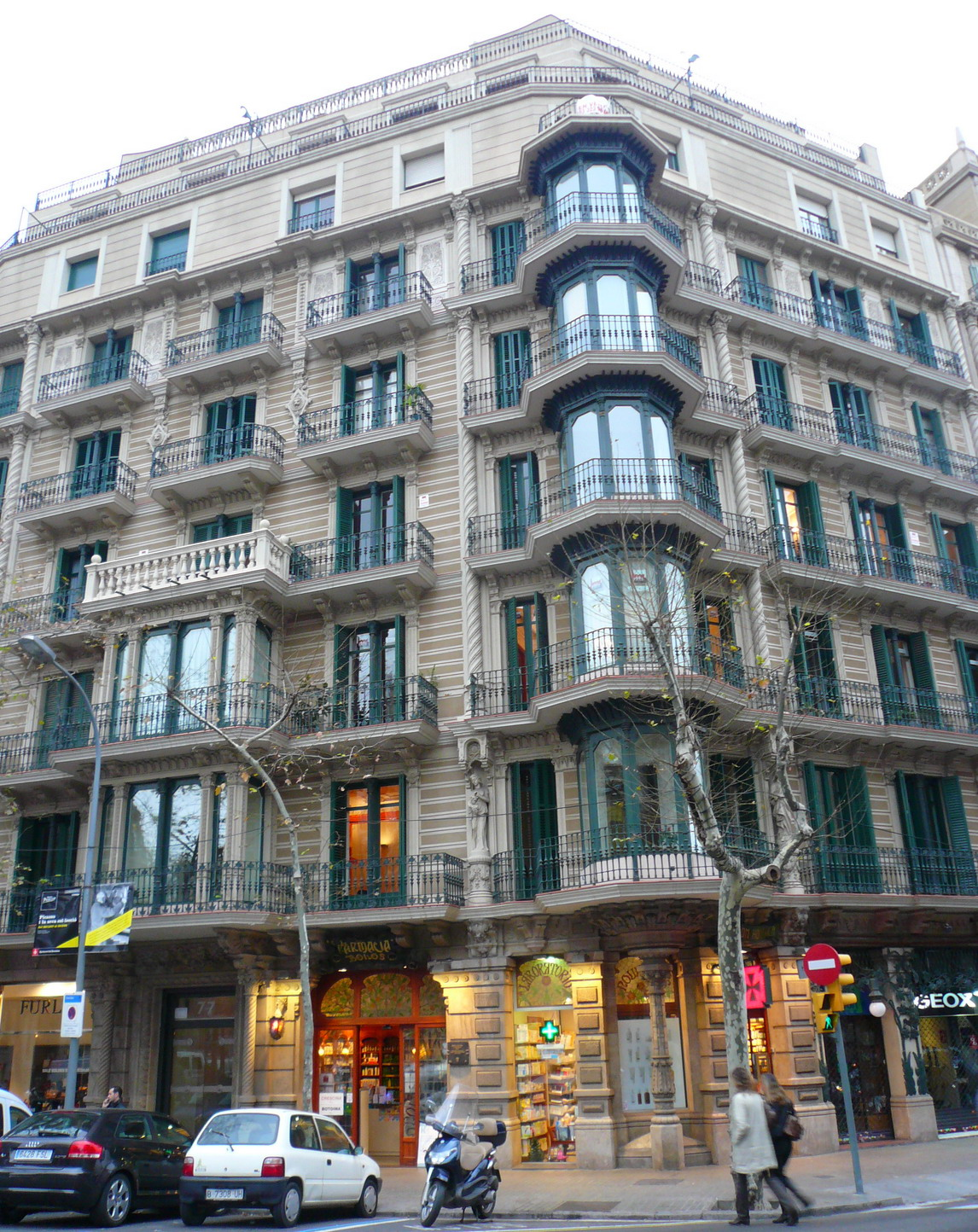
Cases Domènech i Estapà (Rambla de Catalogne).
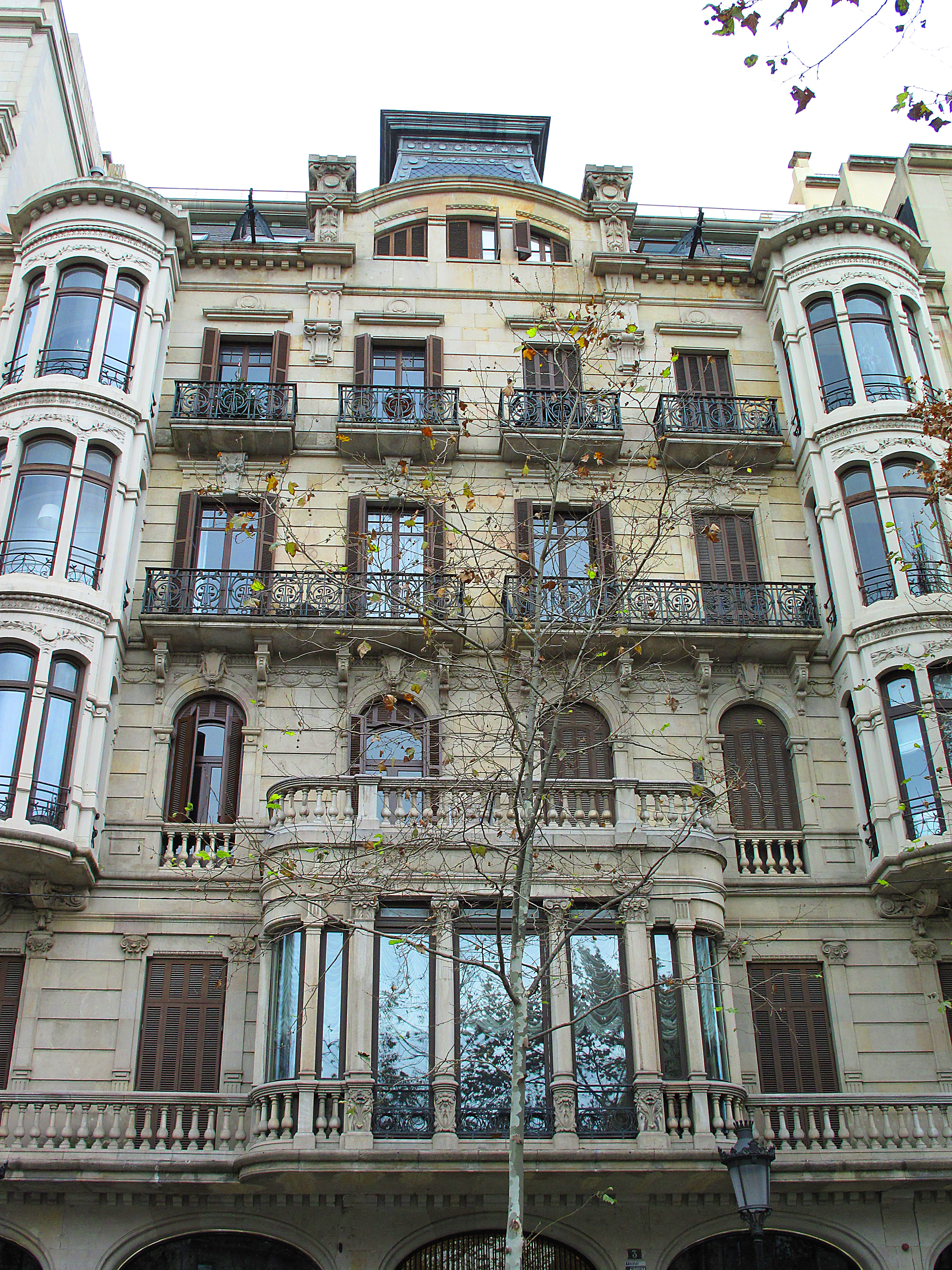
Casa Francesc Simon (Passeig de Gràcia).
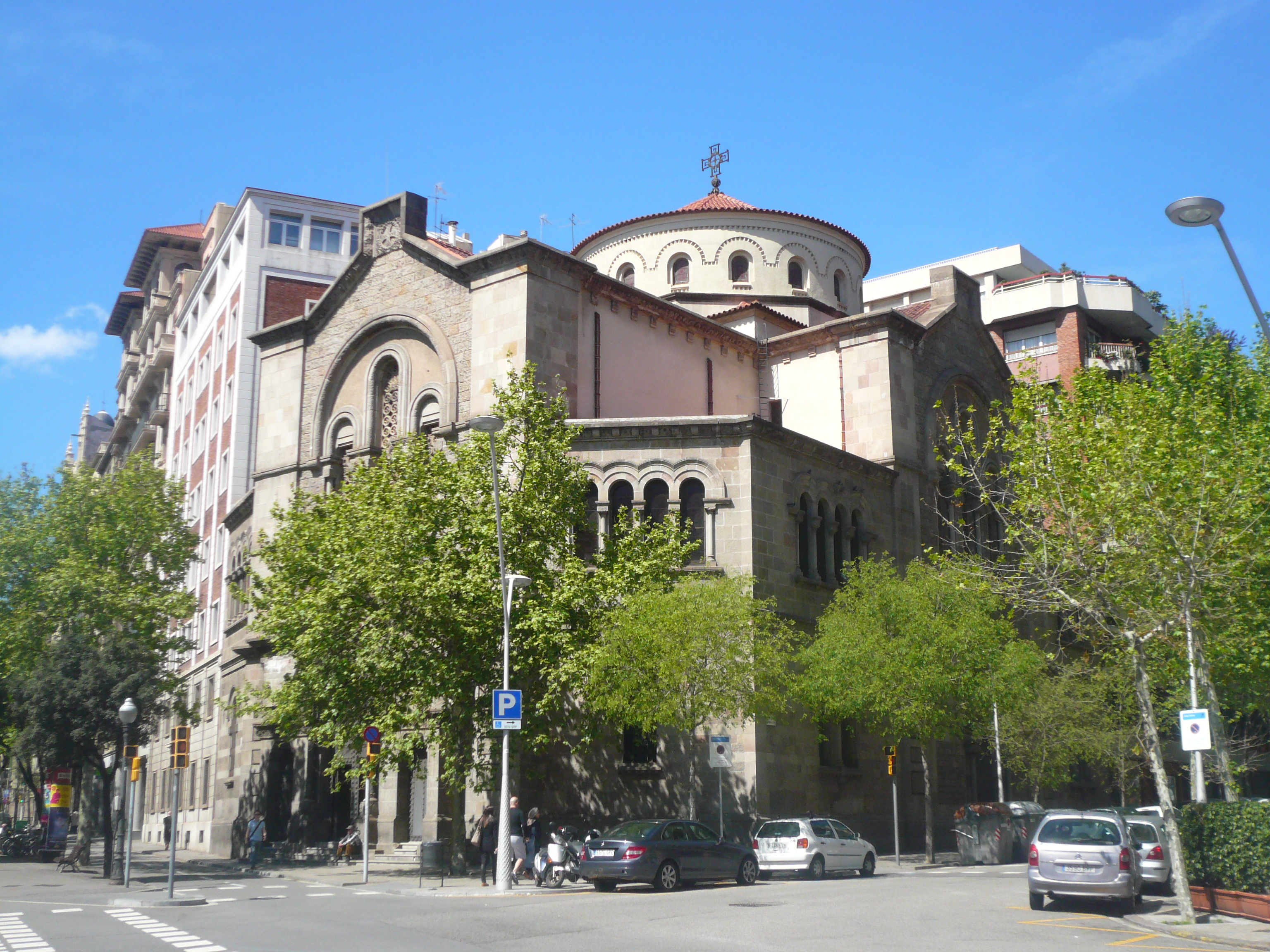
Église du Carme.